# 培根蛋餡餅
培根蛋餡餅（英語：Bacon and egg pie）是一種鹹味的西式餡餅，其主要由培根與雞蛋組成，有時還會添加洋蔥、蘑菇、甜椒、豌豆、番茄、新鮮香草和起司等食材。培根蛋餡餅在紐西蘭廣受普羅大眾的喜愛，它可以搭配番茄醬食用，或是將番茄醬與伍斯特醬混合，於培根蛋餡餅烘烤前淋在餡料上，某些版本的培根蛋餡餅另會在烘烤餡餅前，先將發粉等發酵劑攪入雞蛋中，以此來製作出口感更加蓬鬆的內餡。

## 成分
培根蛋餡餅通常由撻皮或其他堅固的底皮製成，其頂部通常會覆蓋上一層酥皮，但亦有保持露出餡料的作法。
與法式鹹派不同，培根蛋餡餅最明顯的特徵是其外皮並未使用起司和牛奶來製作，雞蛋也沒有被打散而是維持完整的蛋形，頂多僅是將蛋黃刺穿。培根蛋餡餅往往也具有較厚重的質地和手感，且通常卡路里含量較高。
儘管培根和雞蛋的組合並非任何國家所獨有，但其在紐西蘭、加拿大和澳洲的現代烹飪應用中最為引人注目。早在公元1769年出版的《經驗豐富的英國管家》一書中就已記載了培根蛋餡餅的食譜。